# Make 24

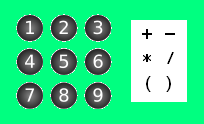
Zahlen und Rechenoperationen für Make 24

Make 24 ist ein mathematisches Knobelspiel. Einem einzelnen Spieler wird die Aufgabe gestellt, aus vier einstelligen Zahlen durch elementare arithmetische Operationen das Ergebnis 24 zu erzeugen.

## Spielregeln
Der Spieler lost vier Zahlen zwischen 1 und 9 aus und muss diese durch die Grundrechenarten zum Ergebnis 24 verbinden. Erlaubt sind nur die Verknüpfungen +, −, × und / sowie das Setzen von Klammern. Nicht erlaubt sind andere Rechenoperationen wie Potenzen, Wurzeln, Fakultäten usw. Ebenfalls nicht erlaubt ist es, zwei oder drei Ziffern zu einer mehrstelligen Zahl zu verbinden.
Das Auslosen der vier Zahlen kann ersetzt werden, indem eine andere Person oder ein Computerprogramm dem Spieler die Aufgabe stellt. Meist wird Make 24 mit Hilfe von Papier und Stift gespielt. Geübte Spieler lösen Make-24-Aufgaben im Kopf.

## Beispiele
Gegeben: 6, 8, 9, 9
Lösung: 8 × ( 9 + 9 ) / 6 = 24
Gegeben: 1, 3, 4, 8
Lösung: 4 × ( 8 − 3 + 1 ) = 24
Nicht erlaubt: 38 − 14 = 24
Make-24-Probleme werden von Spielern als unterschiedlich schwierig eingeschätzt. Das folgende Beispiel erscheint schwieriger als die ersten beiden.
Gegeben: 1, 3, 4, 6
Lösung: 6 / ( 1 − 3 / 4 ) = 24

## Mathematischer Hintergrund
Make 24 ist ein Deduktionsspiel und gehört zu den Rechenrätseln unter den Mathematischen Rätseln. Für die vier vorgegebenen Zahlen gibt es {\displaystyle {9+4-1 \choose 4}=495} mögliche Kombinationen. Davon führen aber nur 404 auf eine Lösung. 91 haben keine Lösung. In vielen Fällen ist die Lösung nicht eindeutig. Sind die vier vorgegebenen Zahlen voneinander verschieden, so gibt es nur {\displaystyle {9 \choose 4}=126} mögliche Kombinationen, von denen genau zwei nicht auf eine Lösung führen, nämlich 3, 4, 6, 7 sowie 1, 6, 7, 8.
Beispiel für mehrdeutige Lösung:
Gegeben: 3, 5, 8, 9
Lösungen: 9 × ( 8 − 5 ) − 3 = 9 × 3 + 5 − 8 = 24
Wie viele verschiedene Lösungen es für die einzelnen Aufgabenstellungen gibt, hängt davon ab, welche Lösungen man als (im Wesentlichen) gleich auffasst. Beispielsweise werden zwei Lösungen, die lediglich durch eine Vertauschung der Reihenfolge beim Addieren oder Multiplizieren unterschieden sind, in der Regel als gleich betrachtet. Dagegen ist nicht klar, ob ( 7 + 8 + 9 ) × 1, ( 7 + 8 + 9 ) / 1 und 7 + 8 + 9 × 1 als drei verschiedene Lösungen gezählt werden. Daher werden in den Publikationen zu Make 24 unterschiedliche Angaben zur Anzahl der Lösungen gemacht.

## Variante von Make 24 mit Spielkarten
Make 24 wird auch mit Spielkarten gespielt, z. B. mit einem Rommé-Blatt. Es werden vier Spielkarten zufällig gezogen, deren Werte nach den üblichen Make-24-Regeln zum Ergebnis 24 verbunden werden müssen. Die Werte der Spielkarten 2 bis 10 werden unverändert übernommen, für die 1 bietet sich das As an, und für Joker, Bube, Dame und König werden vor dem Spiel Werte vereinbart, z. B. 11, 12, 13 und 14.

## Weblink
- Make 24 online spielen